# Дечен Вангмо Вангчук
Принцесса Дечен Вангмо Вангчук (англ. Dechen Wangmo Wangchuck; род. 8 сентября 1954) — член королевской семьи Бутана.
Дечен Вангмо Вангчук — вторая дочь третьего короля Бутана Джигме Дорджи Вангчука и родная сестра четвёртого короля Бутана Джигме Сингье Вангчука, то есть родная тётя правящего пятого Короля Бутана Джигме Кхесар Намгьял Вангчука.
Дечен Вангмо Вангчук была заместителем председателя Комиссии по планированию в 1971—1972 годах, представителем короля в министерстве развития в 1976—1985 годах, Министерстве сельского хозяйства в 1985 и 1994—1997 годах, Министерстве связи в 1992—1998 годах, а также была министром сельского хозяйства в 1985—1992 годах. Она была вторым членом правительства в 1991—1992 годах, членом Королевской комиссии по вопросам гражданской службы 1982—1991 годах.
Дечен Вангмо Вангчук замужем за Церингом Вангда, который с 2000 года является секретарём министерства внутренних дел и культуры.